# Візуалізація навчальної інформації
Візуалізація навчальної інформації  — це набір графічних елементів і зв'язків між ними, який використовується для передачі знань від експерта до людини або групи людей, що розкриває причини і цілі цих зв'язків в контексті переданого знання.
Термін «технологія візуалізації навчальної інформації» був запропонований  Лаврентьєвим Г.В. і Лаврентьєвої Н.Є. Вони трактують  візуалізацію навчальної інформації  не тільки використання знакових форм, але і деяких інших образів, як точка, лінія, форма, тон, колір, розмір.
Поняття візуалізації навчальної інформації розглядається також як створення та використання візуальних образів з метою розвитку візуального мислення

## Параметри візуалізації навчальної інформації
1. Лаконічність і простота представлення інформації
2. Точність відтворення всієї структури та окремих елементів
3. Акцент на головне
4. Врахування можливостей учня сприймати візуальну інформацію

Візуалізація навчальної інформації тісно пов'язана з її стисненням, ущільненням. Ущільнення знань — це процес реконструкції повного фрагменту знання.

## Деякі моделі  візуалізації навчальної інформації
- продуктивна модель (схема виконання дій);
- логічна модель (графічні формули);
- модель семантичної сітки (блок-схеми, термінологічні гнізда, граф, когнітивно-графічні елементи «дерево», «будівля»);
- фреймова модель (від сл. «фрейм» - рама, скелет) – узагальнюючі таблиці, матриці;
- конспекти-схеми (або опорні схеми);
- карта пам’яті або інтелект-карта;
- метаплан (інваріантні знакові форми – хмаринка, коло, прямокутник, овал тощо).

## Візуалізація навчальної інформації в педагогічних технологіях
За класифікацією Г.К. Селевко  педагогічну технологію з використанням візуалізації відносять  до технології концентрованого навчання за допомогою знаково символьних структур і описується як досвід В,Ф. Шаталова. Основними цілями  цих технологій є формування знань, умінь, навичок; навчання всіх категорій учнів, прискорене навчання. На сучасному етапі  візуалізацію розглядають вже  як  стратегію навчання. Використання засобів інформаційно-комунікаційних технологій дає можливість здійснювати глибокий аналіз  візуальної інформації за допомогою управління її  структурою, формою, розмірами, кольором.